# 나무타기쥐족
나무타기쥐족 또는 틸로미스족(Tylomyini)은 쥐상과 비단털쥐과에 속하는 설치류 족 분류군이다. 신대륙에서 발견되는 쥐로 모두 종이 잘 기어오르는 특성을 갖고 있다.

## 하위 종
- 나무타기쥐속 또는 틸로미스속 (Tylomys)
  - 치아파스나무타기쥐 (Tylomys bullaris)
  - 황갈색배나무타기쥐 (Tylomys fulviventer)
  - 미라나무타기쥐 (Tylomys mirae)
  - 페테르스나무타기쥐 (Tylomys nudicaudus)
  - 파나마나무타기쥐 (Tylomys panamensis)
  - 툼발라나무타기쥐 (Tylomys tumbalensis)
  - 왓슨나무타기쥐 (Tylomys watsoni)
- 큰귀나무타기쥐속 (Ototylomys)
  - 큰귀나무타기쥐 (Ototylomys phyllotis)